# Зинин, Тимофей Григорьевич
Тимофе́й Григо́рьевич Зи́нин (2 [15] февраля 1912, Засечное, Пензенская губерния — 1 марта 1992, Ташкент) — советский хозяйственный, государственный и политический деятель, кандидат технических наук, член-корреспондент ВАСХНИЛ.

## Биография
Родился в 1912 году в селе Засечное. Член КПСС.
С 1936 года — на хозяйственной, общественной и политической работе. В 1936—1992 гг. — младший научный сотрудник, руководитель темы, главный инженер, заместитель директора по научной части Центральной станции механизации и агротехники хлопчатника, заместитель директора по научной части Среднеазиатского НИИ механизации и электрификации сельского хозяйства, заместитель заведующего, заведующий сельхозотделом ЦК КП Узбекистана, председатель секции механизации и электрификации САО ВАСХНИЛ.
Избирался депутатом Верховного Совета Узбекской ССР 6-го, 7-го, 8-го, 9-го и 10-го созывов.
Умер в Ташкенте в 1992 году, похоронен на Боткинском кладбище Ташкента.